# Billé Ilias Mohamed
Billé Ilias Mohamed, född 1984 i Somalia, död i oktober 2017 i Ar-Raqqah i Syrien, var en svensk IS-terrorist som var aktiv som rekryterare i Sverige. Mohamed kom att rekrytera 14 personer åt IS och dödades i en flygattack i Syrien.

## Biografi
Mohamed uppmärksammades först 2010 då han blev åtalad för stämpling till terroristbrott vid Göteborgs tingsrätt. Åtalet gjorde gällande att Mohamed tillsammans med Mohamoud Jama hade haft kontakt med Al-Shabab i Somalia, och att de tränat för och planerat en självsmordsattack i Somalia. Männen dömdes i tingsrätten, något som politiska kommentatorer ondgjorde sig över. Författaren Jan Guillou beskrev det som att tingsrätten dömde männen för "skryt i telefonsamtal" och anklagade tingsrätten för rasism. Mohamed och Jama friades i hovrätten. På Mohameds dator fanns ett manifest skrivet av den framstående jihadisten Anwar Al-Awlaki. Tiden innan 2010 bodde Mohamed tillsammans med Munir Awad, som senare tillsammans med tre kompaner kom att dömas för ett planerat terrorattentat mot Jyllands-Posten.
Mohamed arbetade för underhållsföretaget Stockholmståg, som för SL ansvarar för pendeltågstrafiken i Stockholm. Både före och efter åtalet om stämpling arbetade han som tågvärd. År 2013 slutade han, och hade då säkerhetstjänst åt företag vilket gav honom åtkomst till företagets lokaler.
Våren 2015 reste Mohamed till Syrien för att ansluta sig till IS. Före resan hade han övertygat sju unga kvinnor att resa ner, och när han åkte själv hade han sällskap med flera andra unga män. Mohamed började sin resa med bil eftersom han var rädd för att bli gripen om han flög. I oktober 2017 dödades Mohamed i ett flyganfall i Raqqa, Syrien.